# Hampea
Hampea es un género de plantas con flores perteneciente a la familia  Malvaceae. Es originario de Centroamérica. 

## Descripción
Son árboles o arbustos, pubescentes o glabrescentes, más o menos punteado-glandulares; plantas principalmente dioicas. Hojas elípticas, ovadas o ligeramente lobadas, enteras, con nectarios en los nervios principales del envés. Flores solitarias o fasciculadas en las axilas; calículo de 3 bractéolas inconspicuas; cáliz más o menos truncado; pétalos reflexos, blancos con glándulas pequeñas y negruzcas; flores masculinas con numerosas anteras exertas, sin gineceo; flores femeninas con androceo rudimentario, estilo recurvado y lobos estigmáticos decurrentes. Cápsulas puberulentas, dehiscentes; semillas glabras, ariladas.

## Taxonomía
El género fue descrito por Diederich Franz Leonhard von Schlechtendal y publicado en Linnaea  11: 371 - 372, en el año 1837. La especie tipo es Hampea integerrima Schltdl.

## Especies
- Hampea breedlovei Fryxell
- Hampea micrantha
- Hampea montebellensis
- Hampea reynae - Majagua
- Hampea sphaerocarpa
- Hampea thespesioides
- Hampea albipetata Cuatrec.
- Hampea appendiculata (Donn.Sm.) Standl.
- Hampea bracteolata Lundell
- Hampea integerrima Schltdl.
- Hampea latifolia Standl.
- Hampea longipes Miranda
- Hampea mexicana Fryxell
- Hampea micrantha Robyns
- Hampea nutricia Fryxell
- Hampea ovatifolia Lundell
- Hampea platanifolia Standl.
- Hampea punctulata Cuatrecasas
- Hampea rovirosae Standl.
- Hampea stipitata S.Watson
- Hampea tomentosa (C.Presl) Standl.
- Hampea trilobata Standl.